# بندر الشمري (لاعب كرة قدم مواليد 2000)
بندر دهام الشمري (مواليد 18 يناير 2000) هو لاعب كرة قدم سعودي يلعب في نادي الكوكب.

## مسيرة اللاعب
لعب سابقاً في الفئات السنية في نادي الشباب ونادي الساحل ونادي السد ونادي القيصومة ونادي الكوكب.